# بارلو بند (آلاباما)
بارلو بند (به انگلیسی: Barlow Bend) یک منطقهٔ مسکونی در ایالات متحده آمریکا است که در آلاباما واقع شده‌است. بارلو بند ۷۵٫۹ متر بالاتر از سطح دریا قرار دارد.